# The Avengers: världens mäktigaste hjältar
The Avengers: Världens mäktigaste hjältar är en amerikansk animerad TV-serie från Marvel Animation. Serien hade premiär på Disney XD hösten 2010 i USA, men avsnitten visades inte förrän 2011 i Sverige.
Serien handlar om deltagarna i superhjälte-gruppen Avengers; Iron Man, Ant-Man, Hulken, Thor och Wasp. Teamet får senare sällskap av Captain America, Black Panther, Hawkeye, och Ms Marvel.

## Avsnitt
- Microepisodes (mikroavsnitt), sändes 2011 i Sverige. Vissa av dessa avsnitt lades upp på Youtube av Disney XD.
- Säsong 1, sändes 2011 i Sverige.
- Säsong 2, säsongspremiär den 25 maj 2012.

## Rollista
| Karaktär                                  | Originalröst           | Svensk röst                                                      |
| Avengers                                  | Avengers               | Avengers                                                         |
| ----------------------------------------- | ---------------------- | ---------------------------------------------------------------- |
| Anthony "Tony" Stark / Iron Man           | Eric Loomis            | Anders Öjebo (i Säsong 1) Lawrence Mackrory (i Säsong 2)         |
| Steven "Steve" Rogers / Captain America   | Brian Bloom            | Fredrik Hiller                                                   |
| Janet Van Dyne / Wasp                     | Colleen O'Shaughnessey | Frida Nilsson(i Säsong 1) Mikaela Tidermark Nelson (i Säsong 2)  |
| Thor                                      | Rick D. Wasserman      | Niclas Ekholm (i Säsong 1) Daniel Sjöberg (i Säsong 2)           |
| T'Challa / Black Panther                  | James C. Mathis III    | Victor Kilsberger (i Säsong 1) Lucas Krüger(i Säsong 2)          |
| Clint Barton / Hawkeye                    | Chris Cox              | Victor Kilsberger (i Säsong 1) Lucas Krüger (i Säsong 2)         |
| Henry "Hank" Pym / Ant-Man / Giant-Man    | Wally Wingert          | Michael Blomqvist                                                |
| Hulken                                    | Fred Tatasciore        | Niclas Ekholm (i Säsong 1) Daniel Sjöberg (i Säsong 2)           |
| Bruce Banner                              | Gabriel Mann           | Niclas Ekholm (i Säsong 1) Daniel Sjöberg (i Säsong 2)           |
| JARVIS                                    | Phil LaMarr            | Linus Lindman (i Säsong 1) Daniel Sjöberg (i Säsong 2)           |
| Carol Danvers / Miss Marvel               | Jennifer Hale          | Jenny Wåhlander (i Säsong 1) Jennie Jahns (i Säsong 2)           |
| S.H.I.E.L.D.                              |                        |                                                                  |
| Nicholas "Nick" Fury                      | Alex Désert            | Ole Ornered                                                      |
| Natasha Romanoff / Black Widow            | Vanessa Marshall       | Cecilia Lundh (i Säsong 1) Jennie Jahns (i Säsong 2)             |
| Maria Hill                                | Kari Wührer            | Cecilia Lundh (i Säsong 1) Jennie Jahns (i Säsong 2)             |
| Clay Quartermain                          | Troy Baker             | Oscar Harrysson                                                  |
| Skurkar                                   |                        |                                                                  |
| Loke                                      | Graham McTavish        | Figge Norling                                                    |
| Amora / Enchantress                       | Kari Wahlgren          | Frida Nilsson (i Säsong 1) Mikaela Tidermark Nelson (i Säsong 2) |
| Baron Heinrich Zemo                       | Robin Atkin Downes     | Johan Reinholdsson                                               |
| Emil Blonsky / Abomination                | Robin Atkin Downes     | Ole Ornered                                                      |
| Simon Williams / Wonder Man               | Phil LaMarr            | Linus Lindman                                                    |
| Kang Erövraren                            | Jonathan Adams         | Oscar Harrysson                                                  |
| Ultron                                    | Tom Kane               |                                                                  |
| Baron Wolfgang von Strucker               | Jim Ward               |                                                                  |
| Eric Williams / Grim Reaper               | Lance Henriksen        | Ole Ornered                                                      |
| Samuel Sterns / Leader                    | Jeffrey Combs          | Anders Öjebo Christian Fex (i Säsong 2)                          |
| David "Dave" Cannon / Whirlwind           | Troy Baker             | Victor Kilsberger                                                |
| Ophelia Sarkassian / Viper / Madame Hydra | Vanessa Marshall       | Cecilia Wrangel                                                  |
| Franklin Hall / Graviton                  | Fred Tatasciore        | Peter Kjellström                                                 |
| Ulysses Klaw                              | Mark Hamill            | John-Erik Leth                                                   |
| MODOK                                     | Wally Wingert          | Christian Fex                                                    |
| Övriga                                    |                        |                                                                  |
| Virginia "Pepper" Potts                   | Dawn Olivieri          | Jennie Jahns                                                     |
| Jane Foster                               | Kari Wahlgren          | Frida Nilsson                                                    |
| Dr. Leonard Samson                        | Cam Clarke             | Peter Kjellström                                                 |
| James "Rhodey" Rhodes / War Machine       | Bumper Robinson        | Victor Kilsberger                                                |
| Captain Marvel                            | Roger Craig Smith      | Christian Fex                                                    |
| Sif                                       | Nika Futterman         |                                                                  |